# 譚棨
譚棨（1511年—？年），字朝器，號少嵋，四川重慶府涪州人，民籍，治《易經》，明朝政治人物。

## 生平
四川鄉試第五十七名舉人。嘉靖十七年（1538年）中式戊戌科會試第九十三名，登第三甲第四十五名進士。授大理評事，歷浙江按察僉事，晋布政司右参议。

## 家族
曾祖譚本芳；祖父譚宗學，義官；父譚子偉，母沈氏。重庆下。兄谭海，县丞；谭栋，省祭官。弟榮、棠、讲、臬。